# OG Anunoby
Ogugua „OG” Anunoby Jr (ur. 17 lipca 1997 w Londynie) – brytyjski koszykarz, występujący na pozycji niskiego skrzydłowego, aktualnie zawodnik New York Knicks.
W 2015 wystąpił w meczu gwiazd amerykańskich szkół średnich – Derby Classic.

## Osiągnięcia
Stan na 21 września 2023, na podstawie, o ile nie zaznaczono inaczej.
NCAA
- Uczestnik rozgrywek Sweet Sixteen turnieju NCAA (2016)
- Mistrz sezonu regularnego konferencji Big 10 (2016)

NBA
- Mistrz NBA (2019)
- Zaliczony do II składu defensywnego NBA (2023)[3]
- Uczestnik Rising Stars Challenge (2019)[4]
- Lider NBA w średniej przechwytów (2023 – 1,91)[5]